# Geocythere nessoides
Geocythere nessoides är en kräftdjursart som beskrevs av Hobbs och Hobbs III 1970. Geocythere nessoides ingår i släktet Geocythere och familjen Entocytheridae. Inga underarter finns listade i Catalogue of Life.